# Edgar af Skotland
Edgar af Skotland (gælisk: Étgar mac Maíl Choluim; moderne gælisk: Eagar mac Mhaoil Chaluim ), kaldet Probus, "Den Tapre" (ca. 1074 – 8. januar 1107), var konge af Skotland fra 1097 til 1107. Han var den fjerde søn af Malcolm 3. og Margrethe af Wessex, men den første, der blev betragtet som berettiget til tronen efter hans fars død. 

## Liv
Edgar var den fjerde søn af Malcolm 3. og Margrethe af Skotland (barnebarn af Kong "Edmund Jernside" af England) og dermed nevø af Donalbain og halvbror til Duncan 2. Han blev født i ca. 1074, hvilket betød, at han var omkring 23, da han kom til tronen i 1097. Han fik tilnavnet af Probus (den tapre), men forvirrende bliver han undertiden omtalt som Edgar den fredelige eller fredsommelige, hvilket resulterer i, at han bliver forvirret sammen med den angelsaksiske konge, der regerede 100 år tidligere.

### Tidlige liv
Meget lidt er kendt af edgar's opdragelse, indtil 1093, da han tilsyneladende var belejret i Edinburgh Castle af Donalbain, sammen med sine yngre brødre Alexander og David. Ifølge John af Fordun, blev de reddet til dels af deres onkel, Edgar Ætheling (den sidste mand af den angelsaksiske kongelige linje) og også et mirakel af påskud:
| Citat | Nogle [...] fortæller os, at under hele denne rejse en uklar tåge var rundt om hele denne familie, og mirakuløst beskyttede dem fra blik fra nogen af deres fjender, så intet hindrede dem, som de rejste på land eller på havet | Citat |
| John of Fordun "Some, indeed, tell us that, during the whole of that journey, a cloudy mist was round about all this family, and miraculously sheltered them from the gaze of any of their foes, so that nothing hindered them as they journeyed by land or by sea." | |       |

Hjulpet af denne mirakuløse tåge, tog Edgar Ætheling Edgar og hans andre nevøer til Vilhelm Rufus' hof, som var en ganske risikabel taktik i betragtning af, at de, som sønner af Margrethe af Wessex, havde et krav til den engelske trone. En ridder kaldet Orcar udfordrede Ætheling til retssag ved kamp for forræderi, men en anden ridder kaldet Godwin kæmpede på hans vegne og dræbte Orcar, og dermed rydde hans navn.
Hvad Edgar gjorde de næste par år er ikke helt klar. Edgar ledsagede tilsyneladende Duncan til Durham i 1094 og var vidne til et rettighedsbrev (en. Charter), som han udgav der, men det er ikke klart, om han fortsatte op til Skotland, eller om han vendte tilbage til Rufus' hof. Hvis han blev hos Duncan, blev han formentlig et par måneder senere tvunget til at flygte sydpå for anden gang i løbet af et år, hvor Donalbain vendte tilbage til tronen. I 1095 tog Rufus Edgar med sig for at se et oprør i Northumbria, og indsatte Edgar som konge af Skotland (men i virkeligheden kun som titel) og gav ham kommandoen over Lothian i det sydlige Skotland.

### Tronbestigelse
Men Rufus havde tilsyneladende ikke nok ressourcer til hjælpe Edgar i faktisk at blive blive konge før 1097: I 1097 drog Edgar nordpå til Skotland med en hær og betydelig støtte fra Vilhelm 2. af England og tog tronen for sig selv, til gengæld for at blive en vasal af den engelske konge. Han afsatte dermed sine forgængere, Donald 3. og Edmund, som henholdsvis var hans onkel og hans bror.

### Relationer til England
Han ville forblive loyal over for Vilhelm 2. og hans efterfølger Henrik 1. Hans traktat med Magnus Barfod i 1098 tillod Norge at genvinde mange af de vestlige øer, herunder den hellige ø Iona. Ægteskabet mellem hans søster Edith (kendt som Mathilda) og Henrik 1. af England i 1100 bragte fred og tilskydelse til Skotland. Edgar tog en meget underdanig tilgang til hans forhold til England. Han var kendt af sine undersåtter, meget uflænsomt, som Edgar den fredsommelige. 

## Regeringstid
I løbet af Edgar's regeringstid bosætte mange Normans sig i det sydlige Skotland. De bragte normannisk feudalisme med sig såvel som det system af fødselsret, som erstattede den traditionelle skotiske arve-mønster. Edgar opgav Dunfermline og gjorde Edinburgh Castle til sit hjemsted og hovedfæstning.
Tilfælles med alle sønner af St. Margrethe, var Edgar meget from. Han var blevet opdraget religiøst og var en generøs i sine velgørenheder til kirken.

## Død og eftermæle
Edgar giftede aldrig selv, og fik ingen børn, før hans død. Han delte sit rige mellem sine brødre. Den ældste af disse, Alexander, arvede tronen, mens hans yngre bror David skulle modtage Lothian og Strathclyde. I 1098 underskrev Edgar en aftale med Magnus Barfod, konge af Norge, der skulle fastsætte grænsen mellem skotterne og nordmændene i Vesten.
Kong Edgar døde den 8. januar, 1107, på Edinburgh Castle og blev begravet på Dunfermline Abbey i Fife, som senere skulle blive mausoleet for Skotlands konger. Han blev efterfulgt af sin bror Alexander.